# August Carl von Platen
August Carl von Platen, ofta omnämnd som Ulrik Carl Christoffer August von Platen, född 9 september 1785 i Stralsund, död 20 augusti 1842 på Lilla Bjurum i Vättlösa socken, var en svensk friherre och militär.
August Carl von Platen var son till överstelöjtnant Achates Carl von Platen och Wilhelmina Fredrika von Platen. Han blev sergeant vid Svea livgarde 1796, fänrik där samma år och löjtnant 1806. Han deltog i fälttåget i Finland 1808, i Västerbotten 1809 och tilldelades samma år guldmedalj för tapperhet i fält. von Platen deltog även i fälttågen i Tyskland och Norge 1813–1814. Han blev överstelöjtnant i armén 1814, överadjutant hos Karl XIII 1815, souschef vid generalstaben samma år och överstelöjtnant där 1816.  von Platen blev överstelöjtnant vid Västgöta regemente 1821, överste i generalstaben samma år och var 1824–1842 chef för sistnämnda regemente. År 1827 blev han generaladjutant. von Platen var ledamot av Krigsvetenskapsakademien. Han blev 1814 riddare och 1836 kommendör av Svärdsorden.